# Trafikförsäkring
Trafikförsäkring är en försäkring som täcker motpartens skador vid en trafikolycka. Enligt svensk lag så är trafikförsäkring det minsta i skalan av försäkringsomfattningar. 
Hos de flesta bolag så innefattar trafikförsäkring skada på motpartens fordon och sjukvård för passagerare i båda fordon.

## Trafikförsäkring internationellt
Genom internationella överenskommelser så kan trafikförsäkringen gälla även utanför fordonets hemland. I EU och vissa angränsande länder finns det så kallade gröna kortet och i arabvärlden det orange kortet. Viktigt är att läsa vad som gäller för det landet som skall besökas. Om inte någon sådan överenskommelse finns måste en trafikförsäkring tecknas vid utländska fordons inresa i landet, om trafikförsäkring är obligatorisk.

## Trafikförsäkring i Sverige
Vid påsktid 1929 fattades beslut av riksdagens båda kamrar om obligatorisk trafikförsäkring för motorfordon.
Trafikförsäkring skall finnas för varje motordrivet fordon i Sverige som är registrerat i vägtrafikregistret och inte är avställt samt för annat motordrivet fordon som brukas i trafik här i landet.

### Betalningsskyldig för försäkringen
Det är fordonets ägare som är skyldig att betala trafikförsäkringen. Om fordonet innehas på grund av kreditköp med förbehåll om återtaganderätt eller innehas det med nyttjanderätt för bestämd tid om minst ett år (leasing), är det dock den som innehar och använder fordonet som skall betala trafikförsäkringen. Om en sådan innehavare eller ägaren inte har fyllt 18 år och inte har förarbehörighet för fordonet, skall det finnas en förmyndare registrerad i vägtrafikregistret. Det är då förmyndaren som är skyldig att betala trafikförsäkringen. 
Eftersom trafikförsäkring är obligatorisk, kan inte försäkringstagaren säga upp försäkringen hur som helst. Om trafikförsäkringen gäller ett motordrivet fordon som har registrerats i vägtrafikregistret, kan försäkringstagaren byta till trafikförsäkring hos ett annat försäkringsbolag. Utöver detta kan försäkringstagaren bara få försäkringen att upphöra under en av tre omständigheter:
1. fordonet är inte längre registrerat i vägtrafikregistret,
2. fordonet är avställt, eller
3. försäkringstagarens skyldighet att hålla fordonet försäkrat har upphört av någon annan anledning.

Undantagna från skyldigheten att ha trafikförsäkring är:
- staten,
- den som äger eller på sätt som ovan anges innehar motordrivet fordon
  - under tid då fordonet är taget i anspråk med nyttjanderätt enligt förfogandelagen (1978:262) eller då fordonet brukas för att avlämnas enligt den lagen eller hemföras efter förfogande eller då det brukas i samband med besiktning för uttagning för totalförsvarets behov,
  - under tid då fordonet innehas av Försvarsmakten enligt skriftligt avtal som har träffats av myndigheten eller då fordonet brukas för att avlämnas eller hemföras enligt sådant avtal.

Regeringen kan föreskriva undantag från trafikförsäkringsplikt beträffande motordrivet fordon som tillhör viss främmande stat och beträffande annat motordrivet fordon som är registrerat eller hemmahörande i viss främmande stat. Med fordon som tillhör viss främmande stat menas i allmänhet diplomatfordon. Andra fordon registrerade i främmande stater kan vara fordon som tillhör vanliga bilturister.
Den som kör moped eller motorredskap som, utan att vara registrerat i vägtrafikregistret, omfattas av skyldighet att vara försäkrat med trafikförsäkring, skall under färd medföra bevis om att fordonet är trafikförsäkrat och på anmodan visa upp beviset för bilinspektör eller polis.

### Försäkringsbolag
Det är bara under vissa omständigheter ett försäkringsbolag får sälja trafikförsäkringar. Ett försäkringsbolag som får meddela trafikförsäkring är skyldig att på begäran meddela trafikförsäkring. I ett tillstånd att sälja trafikförsäkringar kan dock skyldigheten begränsas till att gälla försäkring åt personer som tillhör en viss yrkesgrupp eller intressegrupp eller som är bosatta inom ett visst område.
Trafikförsäkring får säljas av
1. en försäkringsgivare som har fått tillstånd till det av Finansinspektionen enligt sin koncession att driva försäkringsbolag,
2. en försäkringsgivare från land utanför EU/EES som har fått tillstånd till det enligt sin koncession att bedriva försäkringsrörelse i Sverige från en generalagentur eller en filial här i landet,
3. en EU/EES-försäkringsgivare som är verksam i Sverige och inte är återförsäkringsföretag och som i sitt hemland har tillstånd att driva försäkringsrörelse, från en sekundäretablering här i landet eller genom gränsöverskridande verksamhet.

Om ett fordon som är registrerat i vägtrafikregistret köps i syfte att införas och stadigvarande brukas i ett annat EU/EES-land, får trafikförsäkring under 30 dagar från det att köparen tagit över fordonet meddelas av en försäkringsgivare som är verksam i det land till vilket fordonet skall införas eller en EU/EES-försäkringsgivare som är verksam i det landet.

### Trafikskadeersättning
För person- eller sakskada som uppkommer i följd av trafik i Sverige med motordrivet fordon betalas trafikskadeersättning. Trafikskadeersättning betalas i motsvarande fall också för skada som i följd av trafik utanför Sveriges gränser med svenskregistrerat eller svenska staten tillhörigt motordrivet fordon tillfogas svensk medborgare eller den som har hemvist i Sverige.
Om förare eller passagerare skadas i motordrivet fordon som är i trafik, betalas trafikskadeersättning från trafikförsäkringen för fordonet.
Om motordrivet fordon skadas och det är i trafik, eller om egendom skadas som befordras med fordonet, betalas bara trafikskadeersättning om skadan har uppkommit i följd av trafik med annat motordrivet fordon och därvid orsakats genom vållande i samband med förandet av det andra fordonet eller genom bristfällighet på det fordonet. I sådant fall utgår ersättningen från trafikförsäkringen för det andra fordonet.
Om det uppkommer annan person- eller sakskada i följd av trafik med motordrivet fordon än som anges i stycket ovan, betalas trafikskadeersättning från trafikförsäkringen för fordonet.
För sakskada som tillfogas försäkringstagaren genom det egna fordonet utgår trafikskadeersättning bara om fordonet brukades olovligen av annan. Ersättning betalas inte heller för sakskada som genom det egna fordonet tillfogas fordonets brukare eller förare. Det betalas inte heller för sakskada om fordonet brukades olovligen, till den som med vetskap om att det brukades olovligen följde med fordonet eller lät egendom fraktas med detta.
Trafikskadeersättning kan också betalas för skada på spårbundet fordon, om skadan har orsakats genom vållande i samband med förandet av det motordrivna fordonet eller genom bristfällighet på det fordonet.
Ersättningen kan bli mindre om den som har skadats själv är medskyldig till skadan. Från ett fordons trafikförsäkring betalas trafikskadeersättning med anledning av en olycka med högst 300 miljoner kronor.
Om ett trafikförsäkringsbolag har betalat ersättning för en skada som en annan person har vållat, har bolaget rätt till det skadestånd som den vållande personen annars skulle ha betalat till den som skadades i olyckan.
Inkomstförlust, sjukvård, rehabilitering med mera till följd av trafikskada ersätts till största delen genom den allmänna sjukförsäkringen. Trafikförsäkringen ersätter bara kostnader som inte ersätts av sjukförsäkringen. Sveriges regering vill ändra på systemet så att trafikförsäkringen står för alla trafikskadekostnader. Motiveringen är att tydliggöra trafikskadornas verkliga kostnader, och att effektivisera systemet. Det skulle höja trafikförsäkringspremierna med omkring femtio procent, och i motsvarande grad sänka den allmänna sjukförsäkringens utgifter. Till att börja med har en skatt på försäkringen införts.

### Om trafikförsäkring inte betalas
Den fordonsägare som skall ha trafikförsäkring, men inte själv tecknar sådan försäkring, får i stället betala en hög avgift till Trafikförsäkringsföreningen. Avgiften får överstiga högsta försäkringspremie med tio procent, inklusive skatt enligt lagen (2007:460) om skatt på trafikförsäkringspremie m.m., för fordon av samma fordonsslag och med samma användningssätt som det oförsäkrade fordonet. Minimibeloppet för avgift till Trafikförsäkringsföreningen är 200 kronor, oavsett hur få dagar fordonet var oförsäkrat.
Trafikförsäkringsföreningen tillhör alla bolag som säljer trafikförsäkringar och betalar ersättning i vissa fall då det borde ha betalats ersättning från en vanlig trafikförsäkring men sådan inte fanns när olyckan inträffade.